# Gnatholeophanes
Gnatholeophanes is een kevergeslacht uit de familie van de boktorren (Cerambycidae). De wetenschappelijke naam van het geslacht werd voor het eerst geldig gepubliceerd in 1900 door Kolbe.

## Soorten
Gnatholeophanes is monotypisch en omvat slechts de volgende soort:
- Gnatholeophanes octosignatus Kolbe, 1900